# Ханака та святилища шейха Сафі аль-Дін
Ханака та святилища шейха Сафі аль-Дін (перс. مجموعه آرامگاه و خانقاه شیخ صفی الدین‎‎) — комплекс історичних пам'яток у місті Ардебіль на північному заході Ірану, занесений до списку світової спадщини ЮНЕСКО у 2010 році.